# Police nationale
Die Police nationale (deutsch ‚Nationalpolizei‘; früher Sûreté nationale) ist neben der Gendarmerie nationale das wesentliche polizeiliche Exekutivorgan in Frankreich.
Die Police nationale ist dabei für die Städte zuständig, während die Gendarmerie die polizeilichen Aufgaben im ländlichen Raum übernimmt.

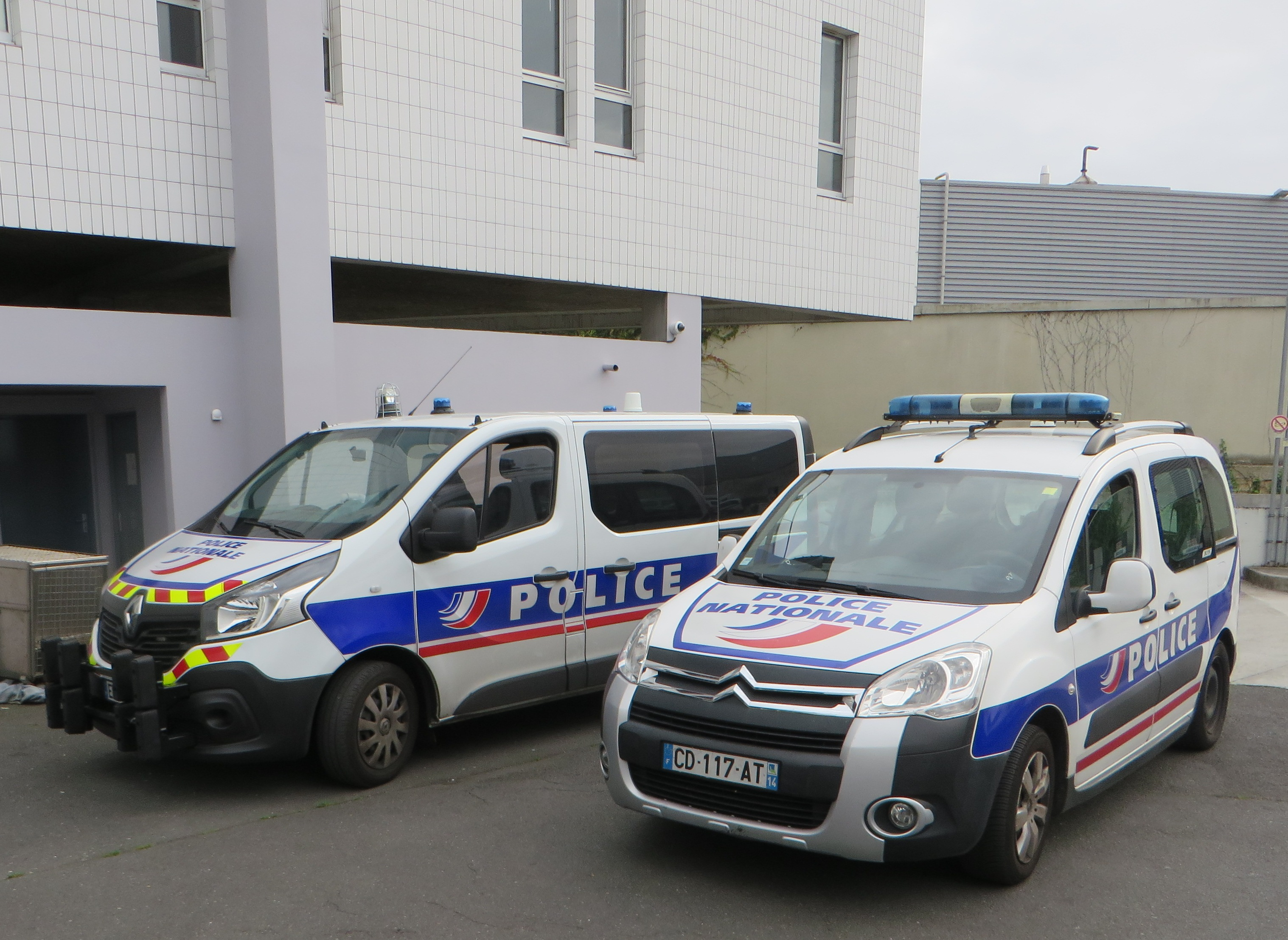
Auto der Police nationale

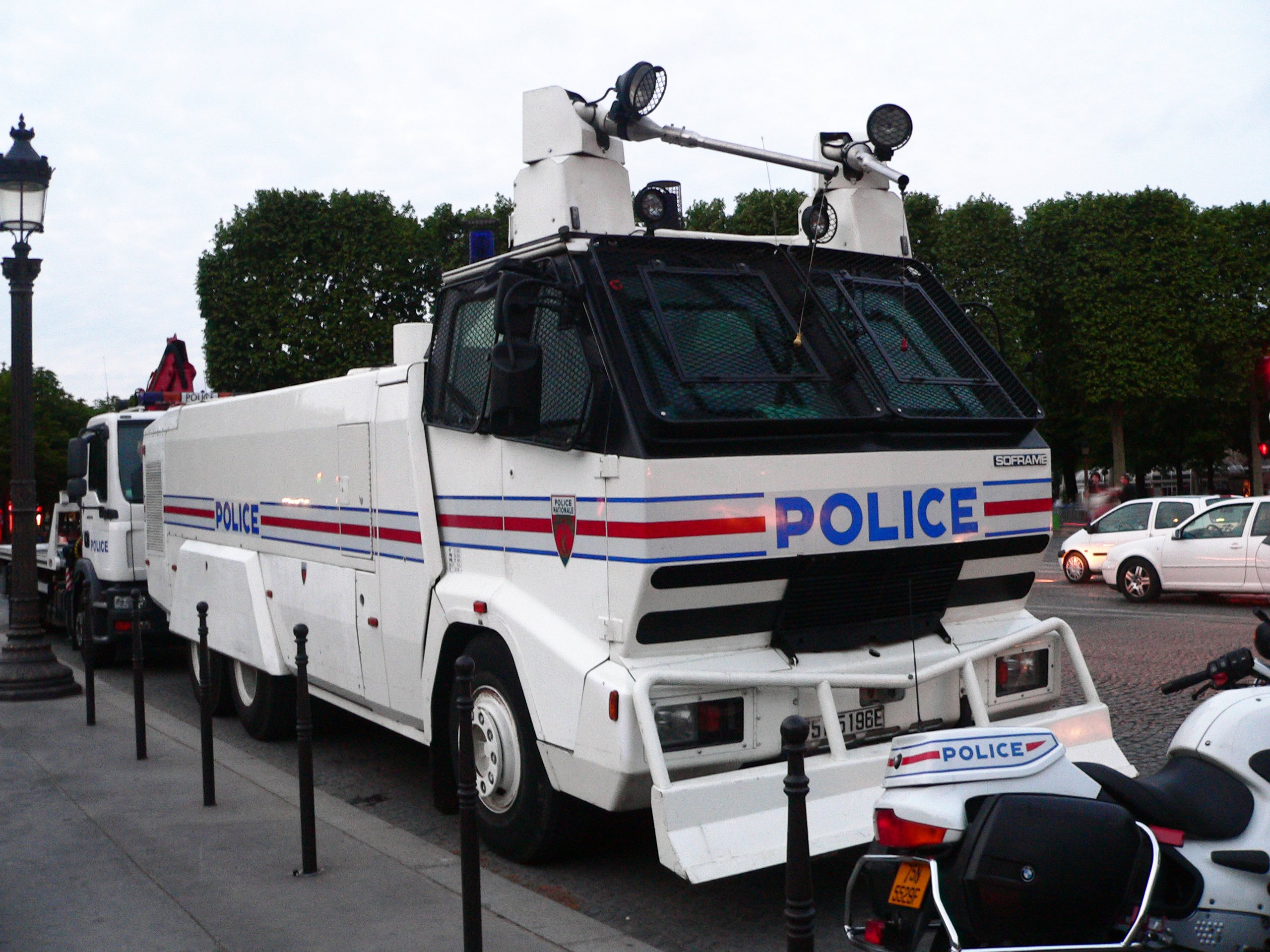
Wasserwerfer der Police nationale

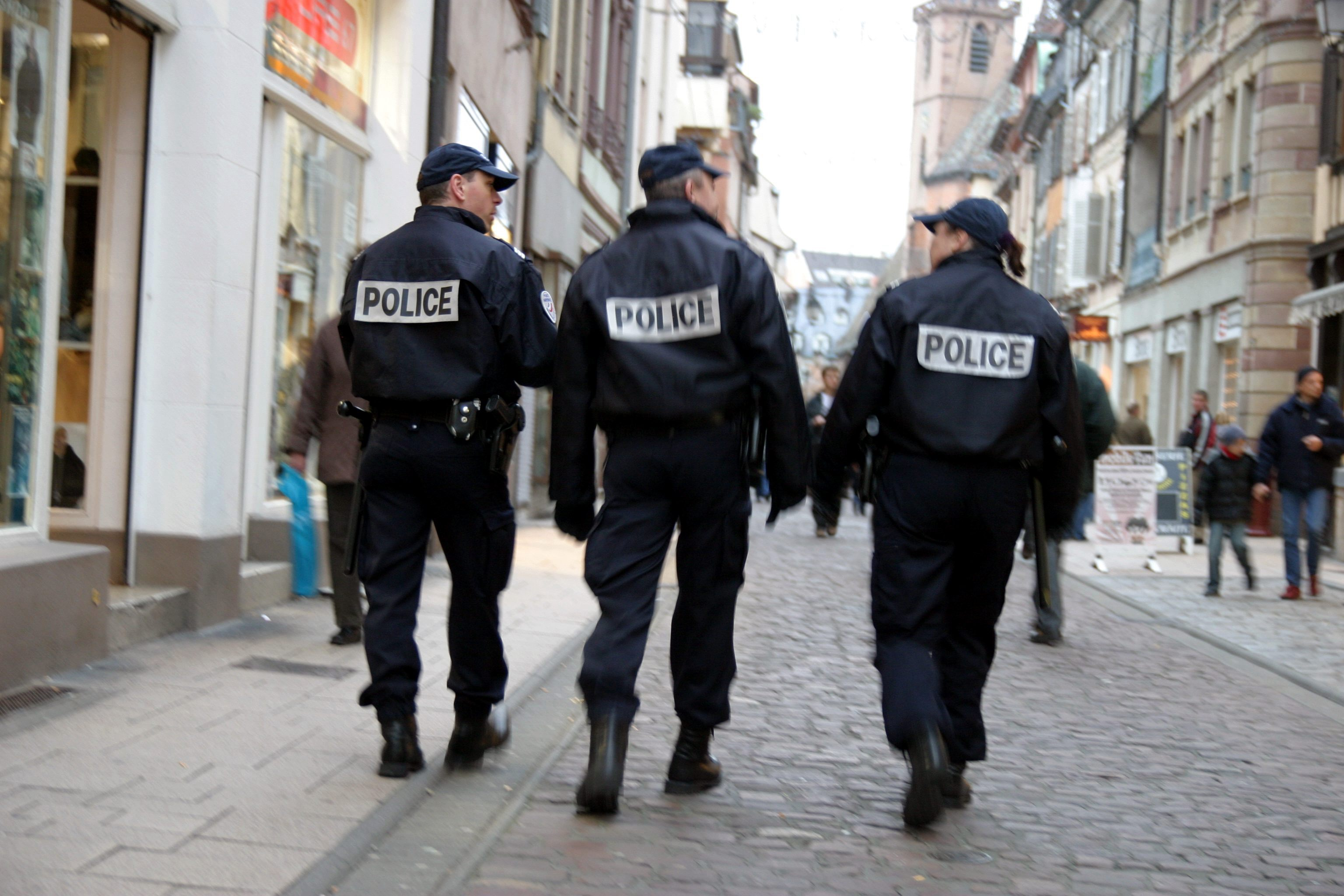
Polizisten auf Streifengang

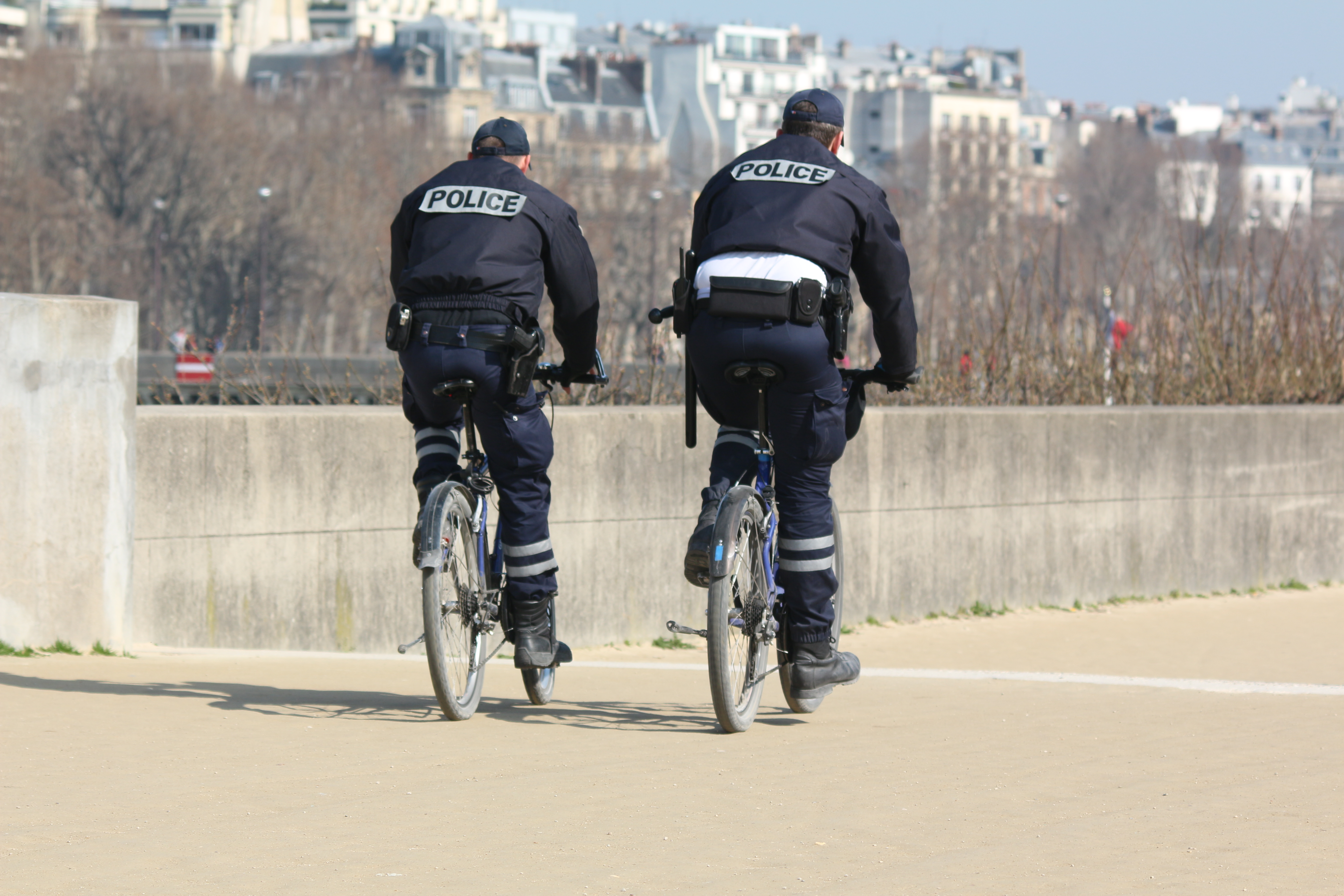
Fahrradpolizei am Seine-Ufer in Paris im März 2015 unweit des Eiffelturms

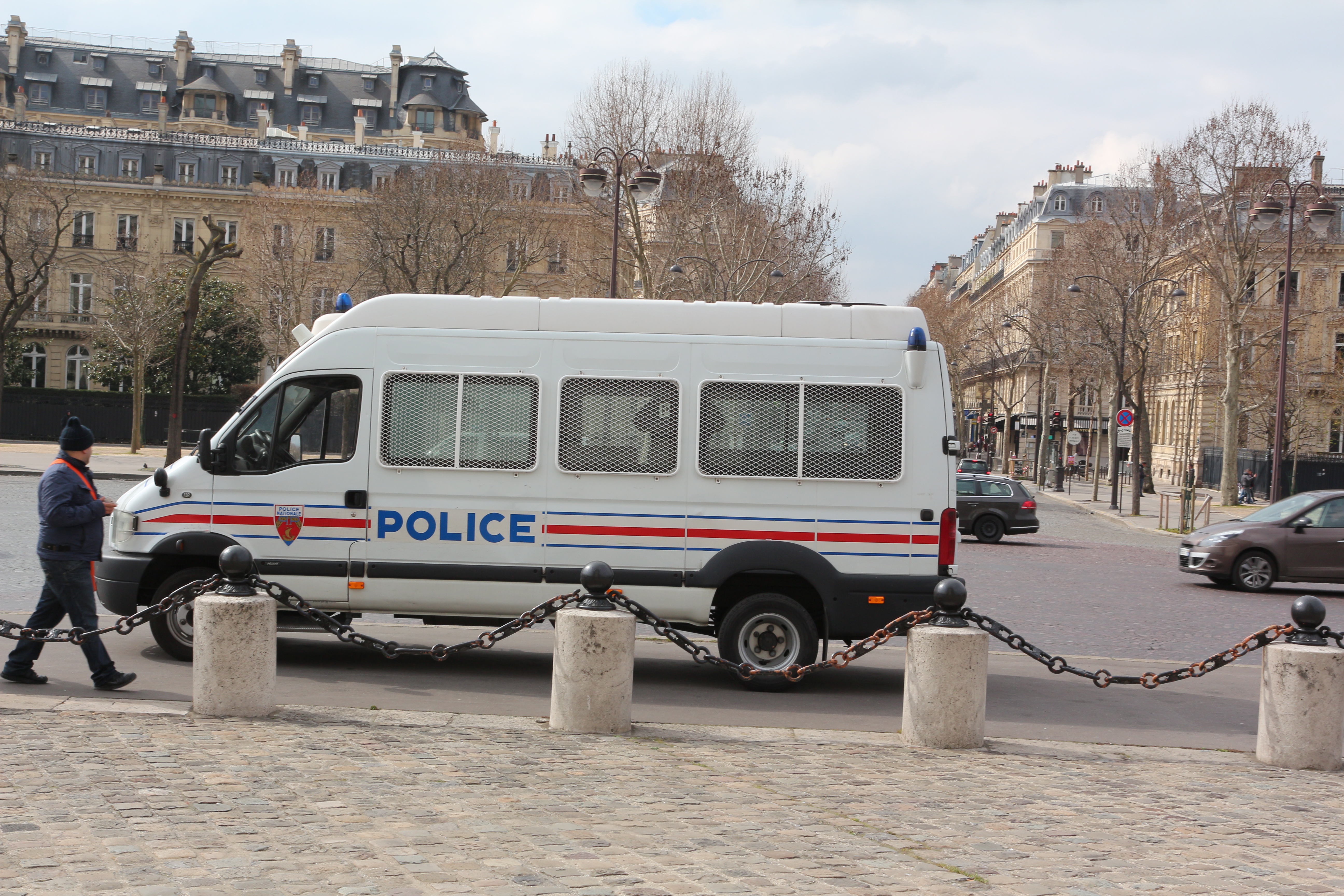
Kleintransporter der Police nationale am Place Charles-de-Gaulle in Paris im März 2015

## Geschichte
Nach der Französischen Revolution wurde eine staatliche Polizei eingerichtet. Unter Napoleon Bonaparte erfuhr diese Organisation eine Vereinheitlichung: Das Polizeiministerium berief für jede Stadt mit mehr 5000 Einwohnern einen Polizeikommissar, der dem örtlichen Präfekten unterstellt war. Allerdings durfte der Polizeikommissar als einziger regionaler Beamter direkten Kontakt mit dem Polizeiministerium aufnehmen. Dadurch übte er Kontrolle über den Präfekten, die Bürgermeister, örtliche Richter und die in der Region stationierten Mitglieder der Gendarmerie impériale aus, wurde seinerseits aber auch von diesen kontrolliert. Zugleich konnte der Polizeikommissar die Gendarmerie zur Unterstützung verpflichten. Oft rekrutierten sich die Polizeikommissaren aus ehemaligen revolutionären Politikern. Sie waren befugt, verdächtige Personen und Unruhestifter auch ohne Gerichtsentscheidung unter Polizeiüberwachung zu stellen oder zum Militärdienst einziehen zu lassen.
Ein weiterer Vorläufer der Police nationale ist die Ende 1811 von Eugène François Vidocq ins Leben gerufene Sicherheitsbehörde Sûreté unter dem Dach der Pariser Polizei. Die Sûreté gilt heute als Vorreiter aller kriminalpolizeilichen Organisationen in der Welt. Am 23. April 1941 wurde die französische Polizei unter dem Vichy-Regime verstaatlicht und erstmals als Police nationale bezeichnet. Von der Verstaatlichung ausgenommen war nur die Polizeipräfektur von Paris. 1944 wurde die Police nationale von der Sûreté Nationale ersetzt, die Organisationsform aber im Großen und Ganzen beibehalten. Am 9. Juli 1964 wurde die Polizeipräfektur von Paris ebenfalls der Sûreté Nationale unterstellt, und am 10. Juli 1966 erfolgte die endgültige Umorganisation in die Police nationale in der heutigen Form.
Im Jahr 2019 wurde eine dreißigtägige allgemeine Dienstpflicht beim Service national universel (SNU), dem ‚Allgemeinen Nationaldienst‘ beschlossen, der zum Teil auch bei der Police nationale abgeleistet werden kann.

## Aufbau
Der Generaldirektion der Police nationale (DGPN, Direction générale de la police nationale) sind fünf Zentraldirektionen, drei Direktionen, zwei Dienste sowie die Generalinspektion und die Polizeipräfektur nachgeordnet:
- Direktion für die Verwaltung der Police nationale (Direction de l'administration de la police nationale, DAPN)
- Direktion für die Ausbildung der Police nationale (Direction de la formation de police nationale, DFPN)
- Zentraldirektion für die Kriminalpolizei (Direction centrale de la police judiciaire, DCPJ)
  - Einheit für den Kampf gegen organisierte Kriminalität (Brigade de recherche et d’intervention, BRI)

- Zentraldirektion für die öffentliche Sicherheit (Direction centrale de la sécurité publique, DCSP)
  - Eingreifgruppen der Police nationale (Groupe d’intervention de la Police nationale, GIPN)
  - Unterdirektion Anti-Terror (Sous-Directorate Anti-Terroriste, SDAP)
- Zentraldirektion der Grenzpolizei (Direction centrale de la police aux frontières, DCPAF)
- Generalinspektion der Police nationale (Inspection générale de la police nationale, IGPN), Dienstaufsicht
- Zentraldirektion der Bereitschaftspolizei CRS (Direction centrale des compagnies républicaines de sécurité, DCCRS)
- Dienst für internationale technische Zusammenarbeit (Service de coopération technique internationale de police, SCTIP), gegen grenzüberschreitende Kriminalität
- Dienst für den Schutz hoher Persönlichkeiten (Service de protection des hautes personnalités, SPHP), Personenschutz
- Polizeipräfektur für Paris

Außerdem direkt der Generaldirektion zugehörig sind
- die Mission zum Kampf gegen illegale Drogen (MILAD)
- die Koordinierungseinheit zum Kampf gegen den Terrorismus (UCLAT)
- die Koordinierungs- und Forschungseinheit zum Kampf gegen die Mafia (UCRAM)
- der Sicherheitsdienst des Innenministeriums (SSMI)
- der zentrale Automobildienst (SCA)
- die Einheit für Recherche, Unterstützung, Intervention und Abschreckung (RAID)

Bis zum 1. Juli 2008 gab es die Direktion für die Überwachung des Territoriums (Direction de la surveillance du territoire, DST), die als Inlandsgeheimdienst fungierte und die Zentraldirektion für allgemeine Auskünfte (Direction centrale des renseignements généraux, DCRG), welche als Zentralarchiv fungierte und für die Überwachung von Glücksspiel und Pferdewetten zuständig war. Beide Direktionen wurden in der neuen Behörde „Zentraldirektion für Inlandsnachrichtendienste“ (Direction centrale du renseignement intérieur, DCRI) zusammengelegt, die nicht mehr Teil der Police nationale ist.

## Polizeibeamte
Bis zum Jahr 1953 und erneut seit 1972 wurden Beamte des gehobenen Dienstes als Inspecteur de police bezeichnet (in verschiedenen Gradabstufungen). 1995 wurden die Laufbahnen der Inspecteurs de police (Kriminalpolizei) und jener der Officiers de paix (Schutzpolizei) zum Corps de commandement vereinigt, das die Dienstgradbezeichnungen der Officiers de paix übernahm. Die zuletzt genutzten Dienstgradbezeichnungen Inspecteur (seit 1995 Lieutenant), Inspecteur principal (Capitaine), Inspecteur divisionnaire (Commandant), Chef inspecteur divisionnaire (Commandant) entfielen.
Unterhalb des Corps des inspecteurs de police existierte zwischen 1972 und 1995 das Corps des enquêteurs (Enquêteur de 2e classe, Enquêteur de 1ère classe und Chef-enquêteur), die als Verhörbeamte fungierten. Rangmäßig waren sie den Angehörigen des Corps des gardiens de la paix et des gradés bei der Schutzpolizei gleichgestellt. 1995 wurden die Enquêteurs als Gardien de la paix, Brigadier und in dem damals neuen Dienstgrad (Brigadier-)Major eingestuft.
Die Polizeibeamten werden heute in vier Laufbahnen eingeordnet:
- Les adjoints de sécurité (Sicherheitsassistenten; entspricht dem einfachen Dienst in Deutschland)
- Corps d'application et d'encadrement (Korps der Ausbildung und Betreuung; entspricht dem mittleren Dienst in Deutschland)
- Corps de commandement (Korps des Kommandos; entspricht dem gehobenen Dienst in Deutschland)
- Corps de conception et de direction (Korps der Konzeption und Führung; entspricht dem höheren Dienst in Deutschland)

Die leitenden Beamten der Generaldirektion der Police nationale ergänzen sich aus den Angehörigen des höheren Dienstes.
Der Generaldirektor der Police nationale ist in der Regel ein ehemaliger Präfekt (Corps préfectoral).

### Laufbahnen
| Bildungsvoraussetzungen Zutrittsvoraussetzungen                                                                          | Ausbildung                                                        | Eingangsamt                         | Spitzenamt                                               |                                     |                                     |
| Corps de conception et de direction                                                                                      | Corps de conception et de direction                               | Corps de conception et de direction | Corps de conception et de direction                      | Corps de conception et de direction | Corps de conception et de direction |
| --- | ----------------------------------------------------------------- | ----------------------------------- | -------------------------------------------------------- | ----------------------------------- | ----------------------------------- |
| Magister | 22 Monaten bei École nationale supérieure de la Police            | Commissaire                         | Commissaire général                                      |                                     |                                     |
| Staatsbeamter, Soldat, Staatsangestellter mit 4 Jahren Dienst                                                            | 22 Monaten bei École nationale supérieure de la Police            | Commissaire                         | Commissaire général                                      |                                     |                                     |
| Corps de commandement |                                                                   |                                     |                                                          |                                     |                                     |
| Bachelor | 18 Monaten bei École nationale supérieure des officiers de police | Lieutenant de police stagiaire      | Commandant divisionnaire fonctionnel                     |                                     |                                     |
| Beamter in einem Dienst unter der Aufsicht des Innenministers mit 4 Jahren Dienst                                        | 18 Monaten bei École nationale supérieure des officiers de police | Lieutenant de police stagiaire      | Commandant divisionnaire fonctionnel                     |                                     |                                     |
| Corps d'application et d'encadrement                                                                                     |                                                                   |                                     |                                                          |                                     |                                     |
| Hochschulreife | 12 Monaten bei Écoles nationales de police et Centre de formation | Gardien de la paix                  | Major de police responsable d'une unité locale de police |                                     |                                     |
| Adjoints de sécurité, Kadetten der Republik, Freiwillige Wehrpflichtige, die in der Gendarmerie dient mit 1 Jahre Dienst | 12 Monaten bei Écoles nationales de police et Centre de formation | Gardien de la paix                  | Major de police responsable d'une unité locale de police |                                     |                                     |
| Adjoints de sécurité |                                                                   |                                     |                                                          |                                     |                                     |
| Keine besondere Bildungsvoraussetzungen                                                                                  | 14 Wochen bei Écoles nationales de police et Centre de formation  | Adjoint de sécurité                 | Adjoint de sécurité                                      |                                     |                                     |

### Amtsbezeichnungen und Amtskennzeichen

#### Einfacher und Mittlerer Dienst
Adjoints de sécurité und Corps d'application et d'encadrement.

Amtskennzeichen einfacher und mittlerer Dienst.

| Amt                          | Amtsbezeichnung                                                                    | Deutsches Äquivalent               |
| ---------------------------- | ---------------------------------------------------------------------------------- | ---------------------------------- |
| Adjoint de sécurité          | Adjoint de sécurité                                                                | Polizeioberwachtmeister            |
| Gardien de la paix stagiaire | Gardien de la paix stagiaire                                                       | Polizeimeister auf Probe           |
| Gardien de la paix           | Gardien de la Paix                                                                 | Polizeimeister                     |
| Gardien de la paix           | Sous-brigadier de police Mit 12 Jahren im Amt                                      | Polizeimeister                     |
| Brigadier de police          | Brigadier de police                                                                | Polizeiobermeister                 |
| Brigadier chef de police     | Brigadier chef de police                                                           | Polizeihauptmeister                |
| Major de police              | Major de police                                                                    | Polizeihauptmeister mit Amtszulage |
| Major de police              | Major de police responsable d'une unité locale de police Als Polizeistationsleiter | kein Äquivalent                    |

#### Gehobener Dienst

Amtskennzeichen gehobener Dienst.

Corps de commandement.
| Amt                                            | Amtsbezeichnung                                | Deutsches Äquivalent         |
| ---------------------------------------------- | ---------------------------------------------- | ---------------------------- |
| Élève lieutenant de police                     | Élève lieutenant de police                     | Polizeikommissaranwärter     |
| Lieutenant de police stagiaire                 | Lieutenant de police stagiaire                 | Polizeikommissar auf Probe   |
| Capitaine de police                            | Lieutenant de police                           | Polizeioberkommissar         |
| Capitaine de police                            | Capitaine de police Mit vier Jahren im Amt     | Polizeihauptkommissar        |
| Commandant de police                           | Commandant de police                           | Erster Polizeihauptkommissar |
| Commandant divisionnaire de police             | Commandant divisionnaire de police             | kein Äquivalent              |
| Commandant divisionnaire fonctionnel de police | Commandant divisionnaire fonctionnel de police | kein Äquivalent              |

#### Höherer Dienst
Corps de conception et de direction de la police nationale.

Amtskennzeichen höherer Dienst.

| Amt                                                                                                | Amtsbezeichnung                                                                                    | Deutsches Äquivalent               |
| -------------------------------------------------------------------------------------------------- | -------------------------------------------------------------------------------------------------- | ---------------------------------- |
| Élève commissaires de police                                                                       | Élève commissaires de police                                                                       | Polizeiratanwärter                 |
| Commissaire de police stagiaire                                                                    | Commissaire de police stagiaire                                                                    | Polizeirat auf Probe               |
| Commissaire de police                                                                              | Commissaire de police                                                                              | Polizeirat                         |
| Commissaire principal de police Amt ist abgeschafft, Neubeförderungen unterbleiben                 | Commissaire principal de police Amt ist abgeschafft, Neubeförderungen unterbleiben                 | (Polizeioberrat) (Polizeidirektor) |
| Commissaire divisionnaire de police                                                                | Commissaire divisionnaire de police                                                                | Leitender Polizeidirektor          |
| Commissaire général de police ungefähr ranggleich dem Général de brigade der Gendarmerie nationale | Commissaire général de police ungefähr ranggleich dem Général de brigade der Gendarmerie nationale | Direktor der Polizei               |

#### Leitende Beamte der Generaldirektion der Police nationale
| Amt | Amtsbezeichnung | Äquivalent bei der deutschen Bundespolizei |
| --- | --- | --- |
| Controleur général des services actifs de la police nationale ranggleich dem Général de brigade der Gendarmerie nationale  | Controleur général des services actifs de la police nationale ranggleich dem Général de brigade der Gendarmerie nationale  | in etwa Direktor in der Bundespolizei (als Abteilungsleiter im Bundespolizeipräsidium) oder Vizepräsident (beide B 3) bzw. Präsident einer Bundespolizeidirektion (B 4 oder B 6) |
| Inspecteur général des services actifs de la police nationale ranggleich dem Général de division der Gendarmerie nationale | Inspecteur général des services actifs de la police nationale ranggleich dem Général de division der Gendarmerie nationale | kein Äquivalent, Chef der Unterbehörde Inspection générale de la police nationale (IGPN) (Kontrollinstanz, „police de la police“)                                                |
| Directeur des services actifs de la police nationale ranggleich dem Général de corps d'armée der Gendarmerie nationale     | Directeur des services actifs de la police nationale ranggleich dem Général de corps d'armée der Gendarmerie nationale     | in etwa Vizepräsident beim Bundespolizeipräsidium (B 6) |
| Directeur général de la police nationale ranggleich dem Général d'armée der Gendarmerie nationale                          | Directeur général de la police nationale ranggleich dem Général d'armée der Gendarmerie nationale                          | funktionstechnisch gleichstehend dem Präsident des Bundespolizeipräsidiums (B 9), vom Rang aber dem Bundeswehr-Dienstgrad General (B 10) entsprechend                            |

Amtskennzeichen für leitende Beamte der Generaldirektion der Police nationale

Der Controleur général und der Inspecteur général sind keine Dienstgrade, sondern Dienststellungen (fonctions), die ein Polizist im Range eines Commissaire ausfüllt.